# Wydział Technologii Drewna Szkoły Głównej Gospodarstwa Wiejskiego w Warszawie
Wydział Technologii Drewna Szkoły Głównej Gospodarstwa Wiejskiego w Warszawie – jeden z wydziałów Szkoły Głównej Gospodarstwa Wiejskiego (SGGW) powstały 1 września 1951 roku w wyniku usamodzielnienia Oddziału Technologii Drewna prowadzonego przy Wydziale Leśnym SGGW od 1946 roku. Jest to najstarszy w Europie (poza ZSRR) wydział akademicki zajmujący się zagadnieniami drzewnictwa.

## Struktura Wydziału
Na wydziale funkcjonują następujące jednostki organizacyjne:
- Katedra Mechanicznej Obróbki Drewna:
  - Zakład Mechanizacji i Automatyzacji w Przemyśle Drzewnym
  - Zakład Obrabiarek i Obróbki Drewna
- Katedra Nauki o Drewnie i Ochrony Drewna:
  - Zakład Nauki o Drewnie
  - Zakład Ochrony Drewna
- Katedra Technologii i Przedsiębiorczości w Przemyśle Drzewnym:
  - Zakład Konstrukcji i Technologii Wyrobów z Drewna
  - Zakład Przedsiębiorczości w Przemyśle Drzewnym
  - Zakład Inżynierii Materiałów Drewnopochodnych
- Katedra Fizyki:
  - Zakład Biofizyki
  - Zakład Ekonofizyki i Zastosowań Fizyki

## Opis kierunków
Studia na kierunku Technologia Drewna mają charakter techniczno-przyrodniczy. Absolwenci posiadają wiedzę z zakresu nauk o drewnie, technologii drewna i wyrobów z drewna oraz ekonomiki i organizacji drzewnictwa; są przygotowani do pracy w zakresie projektowania procesów technologicznych, zarządzania procesami technologicznymi, mechanicznej obróbki drewna i tworzyw drzewnych, chemicznego przetwórstwa surowców drzewnych oraz konstrukcji i technologii mebli i wyrobów z drewna. Na wydziale prowadzone są rekrutacje na dwa kierunki w trybach stacjonarnym i niestacjonarnym, pierwszego oraz drugiego stopnia:
- Meblarstwo
- Technologia Drewna – specjalizacje: zarządzanie i techniki komputerowe w inżynierii materiałów drzewnych, konstrukcje drewniane i meblarskie, konserwacja drewna zabytkowego

## Władze Wydziału[3]
- Dziekan: dr hab. inż. Piotr Borysiuk, prof. SGGW
- Prodziekan: dr hab. inż. Izabela Burawska

## Historia Wydziału
15 lutego 1946 roku, uchwałą Senatu Szkoły Głównej Gospodarstwa Wiejskiego (SGGW) w Warszawie, utworzono Oddział Technologii Drewna (OTD) Wydziału Leśnego SGGW. Głównym inspiratorem powstania tego oddziału był profesor Franciszek Krzysik, ówczesny kierownik Katedry Użytkowania Lasu i Mechanicznej Technologii Drewna SGGW.
Na potrzeby OTD powołano w okresie 1946-1951 następujące Katedry:
- Katedra Maszynoznawstwa Ogólnego i Obrabiarek Drewna (1946 r.) – kierownik zast. prof. inż. mech. Tadeusz Orlicz. Rozdzielona w 1951 r. na dwie katedry:
  - Katedrę Obróbki i Obrabiarek Drewna – kierownik zast. prof. inż. Tadeusz Orlicz
  - Katedrę Maszynoznawstwa Ogólnego – kierownik zast. prof. inż. Zbigniew Muszyński

- Katedra Chemicznej Technologii Drewna (1947 r.) – kierownik zast. prof. dr Julia Bartkiewicz-Jabłońska[7]
- Katedra Projektowania i Organizacji Zakładów Przemysłu Drzewnego (1948 r.) – kierownik zast. prof. mgr Stanisław Ihnatowicz
- Katedra Mechanicznej Technologii Drewna (1950 r.) – kierownik prof. dr Franciszek Krzysik
- Katedra Mechaniki Technicznej (1951 r.) – kierownik zast. prof. Ludwik Tylbor

Oddziałem Technologii Drewna kierowali dziekani Wydziału Leśnego:
- Jerzy Grochowski[8] (1946–1947)[9]
- Marian Nunberg (1947–1948)
- Franciszek Krzysik (1948–1951)

Po przekształceniu w 1951 Oddziału Technologii Drewna w Wydział Technologii Drewna jego dziekanami byli kolejno:
- Konstanty Szczerbakow (1951–1952, 1954–1955)[b]
- Zbigniew Muszyński (1952–1954, 1955[b]–1957[c], 1958–1959, 1964–1965)
- Franciszek Krzysik (1957–1958, 1962–1963)
- Tadeusz Orlicz[11] (1959-1960, 1963-1964)
- Mieczysław Pachelski[12] (1960–1962, 1965–1966)
- Aleksander Olgierd Korczewski[13] (1966–1969)
- Jerzy Żytecki[14] (1969–1978)
- Jerzy Ważny (1978–1981)
- Bolesław Gonet (1981–1987)
- Leszek Żukowski (1987–1993)
- Witold Dzbeński[15][16][17] (1993–1999)
- Andrzej Starecki[18] (1999–2002)
- Krzysztof Jan Krajewski[19][20] (2002–2005, 2012[21]–2020)[22]
- Adam Krajewski[20] (2005–2012[23])
- Piotr Borysiuk[24] (od 2020[25])

Zmiany w prowadzonych studiach:
- 1946: 4 letnie studia, zakończone stopniem magistra inżyniera nauk agrotechnicznych
- 1949: wprowadzono 3,5 letnie (od 1954 4 letnie) studia zakończone stopniem inżyniera
- 1952-1956: wprowadzono 1,5 roczne studia magisterskie (zastąpione 3 letnim eksternistycznym studium magisterskim w roku akademickim 1956/57)
- 1955/56: wprowadzone jednolite studia 4,5, a następnie 5 letnie, zakończone stopniem magistra inżyniera mechanicznej technologii drewna
- 1962/63: wprowadzone 5 letnie zaoczne zawodowe studia dla pracujących, zakończone stopniem inżyniera technologii drewna. Studia wznowiono w 1986 po 3 letniej przerwie
- 1973-75: studia podyplomowe w zakresie hydrotermicznej obróbki drewna
- 1977-81: studia podyplomowe w zakresie konstrukcji i technologii wyrobów z drewna
- 1978-83: studia doktoranckie
- od 1985 do co najmniej 1986: studia podyplomowe z Technologii Drewna z 10 specjalnościami
- 2003: wprowadzono studia dwustopniowe.

W 1964 roku Wydział Technologii Drewna uzyskał prawo do przeprowadzania przewodów doktorskich oraz habilitacyjnych (samodzielnie od 1966, wcześniej wraz z Wydziałem Technologii Drewna Wyższej Szkoły Rolniczej w Poznaniu).
Od powstania Wydziału Technologii Drewna, jego główna lokalizacja znajdowała się na terenie II pawilonu SGGW przy ul. Rakowieckiej. Niektóre jednostki Wydziału mieściły się także na terenie III pawilonu, jak i w bardziej oddalonych obiektach:
- drewniane zabudowania przy ul. Bruna
- pomieszczenia w budynku przy ul. Odrowąża
- budynek samodzielnego pawilonu w kompleksie SGGW przy ul. Rakowieckiej[doprecyzuj!]

We wrześniu 2003 roku Wydział Technologii Drewna został przeniesiony na Ursynów. W 2004 na potrzeby Wydziału wybudowano Halę Technologiczną na Ursynowie.
W ramach przystosowania do wymogów Ustawy 2.0, strukturalne oddzielono funkcje naukowe i dydaktyczne. W wyniku tych zmian w październiku 2019 r. powstał Instytut Nauk Drzewnych i Meblarstwa (obok Wydziału Technologii Drewna).